# František Slavík (poslanec Říšského sněmu)
František Slavík (cca 1797 – 20. nebo 27. října 1875 Jičín) byl rakouský politik české národnosti z Čech, během revolučního roku 1848 poslanec Říšského sněmu.

## Biografie
Roku 1849 se uvádí jako Franz Slawik, statkář ve Staré Kdyni.
Během revolučního roku 1848 se zapojil do veřejného dění. Ve volbách roku 1848 byl zvolen na ústavodárný Říšský sněm. Zastupoval volební obvod Kdyně. Tehdy se uváděl coby statkář. Na mandát rezignoval 5. listopadu 1848. V doplňovacích volbách koncem listopadu 1848 byl pak místo něj do parlamentu zvolen František Havlíček.
Zemřel náhle v důsledku mrtvice v říjnu 1875 ve věku 78 let. Zanechal po sobě rozsáhlou literární pozůstalost.